# Perissos (metropolitana di Atene)
Perissos o Perisos (in greco: Σταθμός Περισσού) è una stazione della linea 1 della metropolitana di Atene.

## Storia
La stazione venne attivata il 14 marzo 1956, come parte della nuova tratta da Ano Patissia a Nea Ionia.